# تی‌ال‌آر

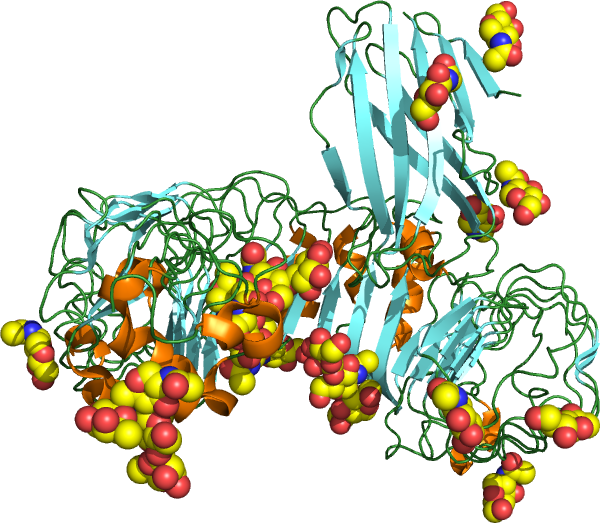
TLR

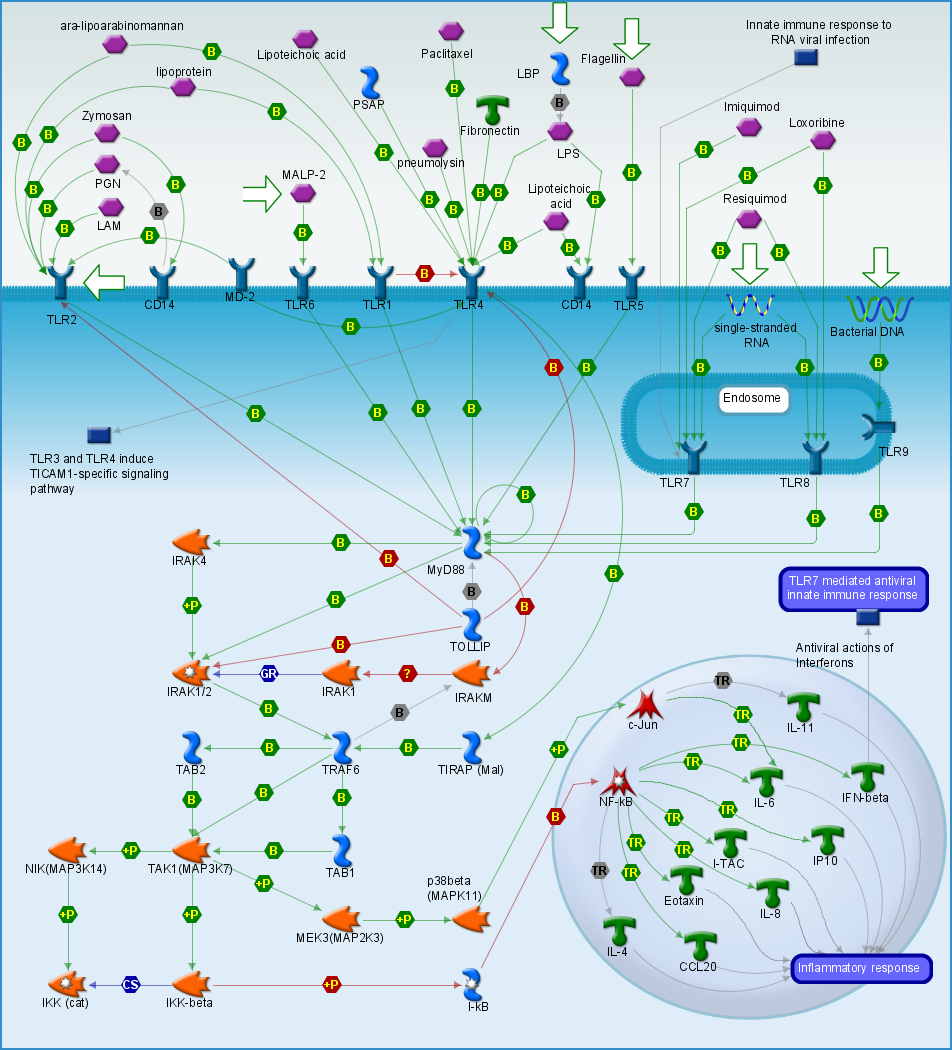
برای وضوح بیشتر روی عکس کلیک کنید.

## بیولوژی
تی‌ال‌آرها (TLR، برگرفته از سرواژگان Toll-like receptor رسپتورهای الگوشناسی غشایی (PRRs) هستند که سیگنالهایی در پاسخ به الگوهای مولکولی مرتبط با پاتوژن مختلف (PAMPs) را شروع می‌کنند. درگیری رسپتورهای Toll در شروع ایمنی اولین بار در روزوفیلا در ۱۹۸۸ توسط Hashimoto و همکاران کشف شد.
به دنبال کشف نقش Toll در درزوفیلا در دفاع علیه عفونت‌های قارچی به کشف یک همولوگ پستانداران منجر شد. و سرانجام خانواده‌ای از پروتئین‌های ساختمانی مرتبط با در زوفیلا شناسایی شد که در مجموع به نام TLRs منسوب شد.
بسته به نوع ترتیب قرارگیری همو یا هترومر، هر کمپلکس TLRs  PAMPs ,   مشخصی از انواع میکروارگانیسم‌ها شامل باکتریها، ویروس‌ها، پروتوزوها و قارچ‌ها را شناسایی می‌کند .

## محل قرار گرفتن
TLRs در انواع سلول‌های ایمنی از قبیل، B_cell  ,mast cell  NK_cell   سلول‌های T تنظیمی، ماکروفاژ/منولیست/دندریتیک/ ,  نوتروفیل‌ها، بازوفیل، و همین‌طور در سلو ل‌ها ی غیر ایمنی از قبیل سلول‌های اپتلیال وسلول‌های اندوتلیال  وجود دارند.
TLRs  علاوه بر سلول‌های خونی و سلول‌های اپتلیال و اندوتلیال بافت‌ها همچنین در مغز نیز حضور دارند، تا این اواخر باور بر این بود که محدود به میکروگلیا، آستروسیت‌ها، الیگو دندرو سیت‌ها  می‌باشند اگرچه یافته‌ها ی اخیرحدس می‌زنند که در نورون‌ها نیز دست کم‌تعدادی TLRs را بیان می‌شود.

## عملکرد
آنها در ابتدا بر اساس نقش شان در ایجاد قطبیت پشتی –شکمی در طول تکامل محور بدن در زمان جنینی شناسایی شدند.
TLRsها علاوه بر نقش شان در سیستم ایمنی در پروسه غیر ایمنی مثل متابولیسم استخوان نوروژنزیز و تکامل مغز در گیر هستند.

## بیماری
تا این اواخر TLRs به خاطر نقش شان در بیماریهای مربوط به ایمنی بررسی می‌شوند اگرچه شواهد پیشنهاد می‌کنند کهTLRs نه تنها در پاتوبیولوژی درگیر هستند نقش حیاتی در تنظیم پروسه نورودژنرتیو و همچنین در آماس‌های عصبی و در نهایت در پلاسیتیسیتی دارند.
فاکتورهای پیش التهابی همراه با سیستم ایمنی، عمل ترمیم و از بین بردن مواد زائد را انجام می‌دهند اما این فاکتورها می‌توانند به صورت خارج از کنترل بدون تنظیم با مواد ضد التهابی انجام شود که به خصوص نورون‌ها و و الیگو دندروگلیاها به این شرایط بسیار حساس هستند؛ و می‌توانند در بیماریهایی مثل schemic stroke، آلزایمر و مولتیپیل اسکروزیس (MS)نقش داشته باشند بنابراین به عنوان پتانسیل درمانی در این بیماری‌ها می‌توانند مطرح باشند.